# Rasztów
Rasztów – wieś w Polsce położona w województwie mazowieckim, w powiecie wołomińskim, w gminie Klembów. Ma status sołectwa.
Prywatna wieś szlachecka Rasztowo położona była w drugiej połowie XVI wieku w powiecie kamienieckim ziemi nurskiej województwa mazowieckiego. W latach 1783-84 Rasztów należał do gen. Jakuba Młockiego, w 1850-51 był własnością Michała Komierowskiego. W latach 1975–1998 miejscowość administracyjnie należała do województwa ostrołęckiego.
W 1827 było tu 12 domów i 147 mieszkańców. Od XIX wieku w Rasztowie znajdował się dwór rodziny Skarbków-Kruszewskich, wraz z parkiem. W latach 60. XX wieku obiekt był dewastowany i ostatecznie rozebrany, następnie na tym terenie utworzono PGR.
Przy ulicy Norwida 2 znajduje się Zakład Opiekuńczo-Leczniczy Psychiatryczny (ZOLP). Stanowi oddział zamiejscowy warszawskiego Szpitala Nowowiejskiego.
Wierni Kościoła rzymskokatolickiego należą do parafii św. Klemensa Papieża i Męczennika w Klembowie.

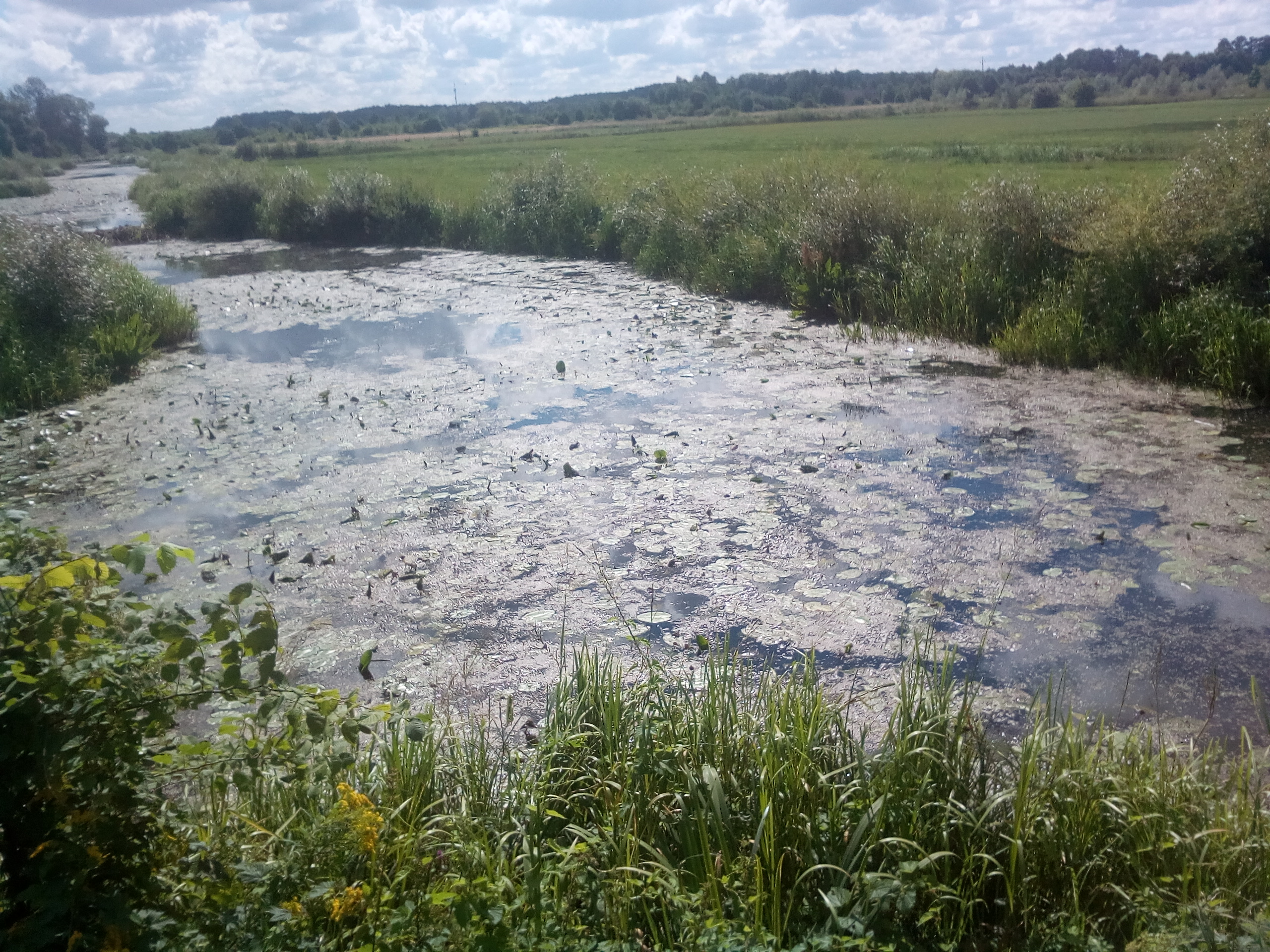
Rządza Rasztowska dopływ Rządzy

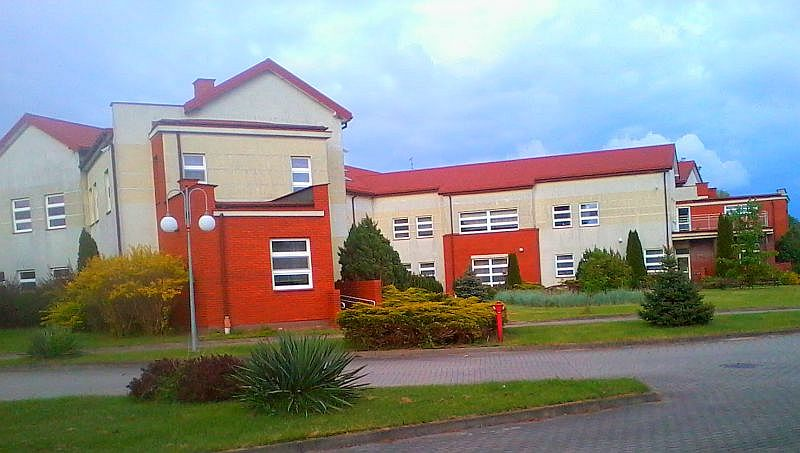
ZOLP Rasztów